# Ludwig Borchardt
Ludwig Borchardt (Berlino, 5 ottobre 1863 – Parigi, 12 agosto 1938) è stato un archeologo tedesco di origini ebraiche.

## Biografia
Fratello dello scrittore Georg Hermann, nel 1895 pubblicò a Il Cairo un Catalogo del Museo egizio insieme a Gaston Maspero.
Nel 1907 fondò l'Istituto archeologico germanico, che diresse fino al 1928.
Fu lo scopritore di molte opere dello scultore egizio Thutmose, autore peraltro del famoso busto di Nefertiti (e tra cui lo stesso busto).
All'avvento di Adolf Hitler, a differenza del fratello, si rifugiò in Francia, ove morì.